# 楊俊生 (立法委員)
楊俊生（1894年1月18日—1978年10月4日），蒙名思欽巴圖爾，男，昭烏達盟翁牛特右翼旗（今內蒙古自治區赤峰市區）人。民國37年（1948年）在蒙古昭烏達盟選區當選第一屆立法委員。中华民国政治人物。

## 生平
- 蒙文國文私塾
- 翁牛特右旗印務參領、印務梅倫、旗梅倫、管旗章京、保安隊總隊長、旗務委員、旗札薩克
- 昭烏達盟政務處長
- 民國67年10月4日病逝[4]